# Terme Vigliatore
Terme Vigliatore es una localidad italiana de la provincia de Mesina, región de Sicilia, con 6.898 habitantes.

Ubicación de la ciudad de Terme Vigliatore dentro de la provincia de Mesina.

## Evolución demográfica
| Gráfica de evolución demográfica de Terme Vigliatore entre 1861 y 2001 |
|                                                                        |
| Fuente ISTAT - Elaboración gráfica por parte de Wikipedia              |